# Daniel Webster Wildlife Sanctuary
Das Daniel Webster Wildlife Sanctuary ist ein 578 Acres (2,3 km²) großes Schutzgebiet bei Marshfield im Bundesstaat Massachusetts der Vereinigten Staaten. Es wird von der Massachusetts Audubon Society verwaltet.

## Schutzgebiet
Besuchern stehen im Schutzgebiet, das nach dem Politiker Daniel Webster benannt wurde, Wanderwege mit einer Gesamtlänge von 3,5 mi (5,6 km) zur Verfügung, die durch Felder, Wälder und Feuchtgebiete führen. Ein 0,6 mi (1 km) langer Rundweg ist barrierefrei zugänglich. Das Schutzgebiet ist Lebensraum für eine Vielzahl von Tieren von Küstenvögeln und Schildkröten bis hin zu Bisamratten und Nerzen, die von Beobachtungsplattformen und Holzwegen aus beobachtet werden können. In den Grünland-Flächen des Schutzgebiets leben vor allem Lerchenstärlinge (Sturnella magna), Ammern (Passerculus sandwichensis) und Reisstärlinge, es gibt aber auch eine Kolonie Purpurschwalben, die in der Nähe des Webster Pond nisten.